# L'apostolato popolare
L'apostolato popolare fut une revue italienne fondée en 1840 et dirigée par Giuseppe Mazzini.

## Historique
Le journal a sous son titre surmonté par des initiales G.I., les devises Dio e il popolo et Lavoro e frutto proporzionato.
Le premier article explique en particulier aux Italiens et aux travailleurs italiens, la nécessité de créer une association de travailleurs. Mazzini y publie les quatre premiers chapitres de son œuvre la plus célèbre Doveri dell'uomo.
Selon Cironi, il tira à 3 000 exemplaires avec des abonnés dans tous les milieux de l'émigration italienne, depuis l'Algérie jusqu'au États-Unis y compris deux officiers de la marine autrichienne, Attilio et Emilio Bandiera.
Il y eut 12 publications, du 10 novembre 1840 au 3 février 1843, les dix premières furent publiées à Londres, les deux dernières à Paris.